# Isotopes du curium
Le curium (Cm, numéro atomique 96) est un élément synthétique, il n'a donc pas de masse atomique standard et tous ses isotopes sont radioactifs. Le premier isotope synthétisé, en 1944, est le 242Cm qui a 96 protons et 146 neutrons.
21 radioisotopes ont été caractérisés, du 232Cm au 252Cm. On compte également quatre isomères nucléaires (243mCm, 244mCm, 245mCm, et 249mCm). L'isotope à plus longue demi-vie est le 247Cm, dont la période radioactive atteint 15,6 millions d'années – plusieurs ordres de grandeur de plus que la demi-vie de tous les isotopes connus plus lourds (la plus longue demi-vie pour un élément plus lourd appartient au 247Bk : 1 380 ans). L'isomère nucléaire à plus longue demi-vie est le 244mCm : 34 ms.

## Isotopes remarquables

### Curium 247
Avec une demi-vie de 15,6 Ma, le curium 247 fait partie du petit groupe des radioactivités éteintes.

## Table des isotopes
| Symbole du nucléide | Z(p)                 | N(n)                 | Masse isotopique (u) | Demi-vie      | Modes de désintégration, | Isotope(s) fils | Spin nucléaire |
| Symbole du nucléide | Énergie d'excitation | Énergie d'excitation | Énergie d'excitation | Demi-vie      | Modes de désintégration, | Isotope(s) fils | Spin nucléaire |
| ------------------- | -------------------- | -------------------- | -------------------- | ------------- | ------------------------ | --------------- | -------------- |
| 232Cm               | 96                   | 136                  |                      | 1? min        |                          |                 | 0+             |
| 233Cm               | 96                   | 137                  | 233,05077(8)         | 1# min        | β+                       | 233Am           | 3/2+#          |
| 233Cm               | 96                   | 137                  | 233,05077(8)         | 1# min        | α                        | 229Pu           | 3/2+#          |
| 234Cm               | 96                   | 138                  | 234,05016(2)         | 51(12) s      | β+                       | 234Am           | 0+             |
| 234Cm               | 96                   | 138                  | 234,05016(2)         | 51(12) s      | α                        | 230Pu           | 0+             |
| 235Cm               | 96                   | 139                  | 235,05143(22)#       | 5# min        | β+                       | 235Am           | 5/2+#          |
| 235Cm               | 96                   | 139                  | 235,05143(22)#       | 5# min        | α                        | 231Pu           | 5/2+#          |
| 236Cm               | 96                   | 140                  | 236,05141(22)#       | 10# min       | β+                       | 236Am           | 0+             |
| 236Cm               | 96                   | 140                  | 236,05141(22)#       | 10# min       | α                        | 232Pu           | 0+             |
| 237Cm               | 96                   | 141                  | 237,05290(22)#       | 20# min       | β+                       | 237Am           | 5/2+#          |
| 237Cm               | 96                   | 141                  | 237,05290(22)#       | 20# min       | α                        | 233Pu           | 5/2+#          |
| 238Cm               | 96                   | 142                  | 238,05303(4)         | 2,4(1) h      | CE (90 %)                | 238Am           | 0+             |
| 238Cm               | 96                   | 142                  | 238,05303(4)         | 2,4(1) h      | α (10 %)                 | 234Pu           | 0+             |
| 239Cm               | 96                   | 143                  | 239,05496(11)#       | ~2,9 h        | β+ (99,9 %)              | 239Am           | (7/2−)         |
| 239Cm               | 96                   | 143                  | 239,05496(11)#       | ~2,9 h        | α (0,1 %)                | 235Pu           | (7/2−)         |
| 240Cm               | 96                   | 144                  | 240,0555295(25)      | 27(1) j       | α (99,5 %)               | 236Pu           | 0+             |
| 240Cm               | 96                   | 144                  | 240,0555295(25)      | 27(1) j       | CE (0,5 %)               | 240Am           | 0+             |
| 240Cm               | 96                   | 144                  | 240,0555295(25)      | 27(1) j       | FS (3,9×10−6 %)          | (divers)        | 0+             |
| 241Cm               | 96                   | 145                  | 241,0576530(23)      | 32,8(2) j     | CE (99 %)                | 241Am           | 1/2+           |
| 241Cm               | 96                   | 145                  | 241,0576530(23)      | 32,8(2) j     | α (1 %)                  | 237Pu           | 1/2+           |
| 242Cm               | 96                   | 146                  | 242,0588358(20)      | 162,8(2) j    | α                        | 238Pu           | 0+             |
| 242Cm               | 96                   | 146                  | 242,0588358(20)      | 162,8(2) j    | FS (6,33×10−6 %)         | (divers)        | 0+             |
| 242Cm               | 96                   | 146                  | 242,0588358(20)      | 162,8(2) j    | DC (10−14 %)             | 208Pb 34Si      | 0+             |
| 242Cm               | 96                   | 146                  | 242,0588358(20)      | 162,8(2) j    | β+β+ (rare)              | 242Pu           | 0+             |
| 243Cm               | 96                   | 147                  | 243,0613891(22)      | 29,1(1) a     | α (99,71 %)              | 239Pu           | 5/2+           |
| 243Cm               | 96                   | 147                  | 243,0613891(22)      | 29,1(1) a     | CE (0,29 %)              | 243Am           | 5/2+           |
| 243Cm               | 96                   | 147                  | 243,0613891(22)      | 29,1(1) a     | FS (5,3×10−9 %)          | (divers)        | 5/2+           |
| 243mCm              | 87,4(1) keV          | 87,4(1) keV          | 87,4(1) keV          | 1,08(3) µs    |                          |                 | 1/2+           |
| 244Cm               | 96                   | 148                  | 244,0627526(20)      | 18,10(2) a    | α                        | 240Pu           | 0+             |
| 244Cm               | 96                   | 148                  | 244,0627526(20)      | 18,10(2) a    | FS (1,34×10−4 %)         | (divers)        | 0+             |
| 244mCm              | 1040,188(12) keV     | 1040,188(12) keV     | 1040,188(12) keV     | 34(2) ms      | TI                       | 244Cm           | 6+             |
| 245Cm               | 96                   | 149                  | 245,0654912(22)      | 8,5(1)×103 a  | α                        | 241Pu           | 7/2+           |
| 245Cm               | 96                   | 149                  | 245,0654912(22)      | 8,5(1)×103 a  | FS (6,1×10−7 %)          | (divers)        | 7/2+           |
| 245mCm              | 355,90(10) keV       | 355,90(10) keV       | 355,90(10) keV       | 290(20) ns    |                          |                 | 1/2+           |
| 246Cm               | 96                   | 150                  | 246,0672237(22)      | 4,76(4)×103 a | α (99,97 %)              | 242Pu           | 0+             |
| 246Cm               | 96                   | 150                  | 246,0672237(22)      | 4,76(4)×103 a | FS (0,0261 %)            | (divers)        | 0+             |
| 247Cm               | 96                   | 151                  | 247,070354(5)        | 1,56(5)×107 a | α                        | 243Pu           | 9/2−           |
| 248Cm               | 96                   | 152                  | 248,072349(5)        | 3,48(6)×105 a | α (91,74 %)              | 244Pu           | 0+             |
| 248Cm               | 96                   | 152                  | 248,072349(5)        | 3,48(6)×105 a | FS (8,26 %)              | (divers)        | 0+             |
| 248Cm               | 96                   | 152                  | 248,072349(5)        | 3,48(6)×105 a | β−β− (rare)              | 248Cf           | 0+             |
| 249Cm               | 96                   | 153                  | 249,075953(5)        | 64,15(3) min  | β−                       | 249Bk           | 1/2(+)         |
| 249mCm              | 48,758(17) keV       | 48,758(17) keV       | 48,758(17) keV       | 23 µs         |                          |                 | (7/2+)         |
| 250Cm               | 96                   | 154                  | 250,078357(12)       | 8,300# a      | FS (80 %)                | (divers)        | 0+             |
| 250Cm               | 96                   | 154                  | 250,078357(12)       | 8,300# a      | α (11 %)                 | 246Pu           | 0+             |
| 250Cm               | 96                   | 154                  | 250,078357(12)       | 8,300# a      | β− (9 %)                 | 250Bk           | 0+             |
| 251Cm               | 96                   | 155                  | 251,082285(24)       | 16,8(2) min   | β−                       | 251Bk           | (1/2+)         |
| 252Cm               | 96                   | 156                  | 252,08487(32)#       | <1 j          | β−                       | 252Bk           | 0+             |

1. ↑  Abréviations :

DC : désintégration en cluster ;

CE : capture électronique ;

TI : transition isomérique ;

FS : fission spontanée.
2. ↑  En gras pour les isotopes stables.
3. 1 2  Isotopes les plus courants.
4. ↑  Plus lourd nucléide connu subissant une désintégration en cluster.
5. ↑  Plus léger nucléide connu pour lequel la  fission spontanée constitue le mode de désintégration principal.